# Charvieu-Chavagneux
Charvieu-Chavagneux ist eine französische Gemeinde mit 10.459 Einwohnern (Stand 1. Januar 2022) im Département Isère in der Region Auvergne-Rhône-Alpes. Sie liegt am Ufer des Flusses Bourbre.

## Bevölkerungsentwicklung
| Jahr                       | 1962 | 1968 | 1975 | 1982 | 1990 | 1999 | 2008 | 2017 |
| Einwohner                  | 3045 | 3691 | 6470 | 6804 | 8126 | 7889 | 7705 | 9661 |
| Quellen: Cassini und INSEE |      |      |      |      |      |      |      |      |

## Sehenswürdigkeiten
- Kirche Saint-Nizier
- Griechisch-Orthodoxe Kirche Saint-Alexandre

|  |  |

## Gemeindepartnerschaften
- Nauheim in Deutschland
- Nole in Italien
- Etschmiadsin in Armenien

## Persönlichkeiten
- Der polnische Schriftsteller, Dichter und Liedermacher Edward Stachura wurde 1937 in Charvieu geboren.
- Im Ortsteil Charvieu kam 1939 der französische Fußballnationalspieler Jean Djorkaeff zur Welt.